# 沃巴西卡 (阿肯色州)
沃巴西卡（英語：Wabbaseka）是一個位於美國阿肯色州傑佛遜縣的城鎮。

## 地理
沃巴西卡的座標為34°21′36″N 91°47′39″W / 34.36000°N 91.79417°W，而該地的平均海拔高度為62米（即203英尺）。

## 人口
根據2020年美國人口普查的數據，沃巴西卡的面積為0.89平方千米，皆為陸地。當地共有人口180人，而人口密度為每平方千米202人。